# Bonia parvifloscula
Bonia parvifloscula là một loài thực vật có hoa trong họ Hòa thảo. Loài này được (W.T.Lin) N.H.Xia mô tả khoa học đầu tiên năm 2005.